# Frontera entre Malàisia i Singapur
La frontera entre Malàisia i Singapur és una frontera marítima internacional entre els països del sud-est asiàtic de Malàisia, que es troba al nord de la frontera i Singapur al sud. La frontera està formada, en gran part, per línies rectes entre les coordenades geogràfiques marítimes que discorren al llarg del canal més profund de l'Estret de Johor (Malai: Selat Tebrau).

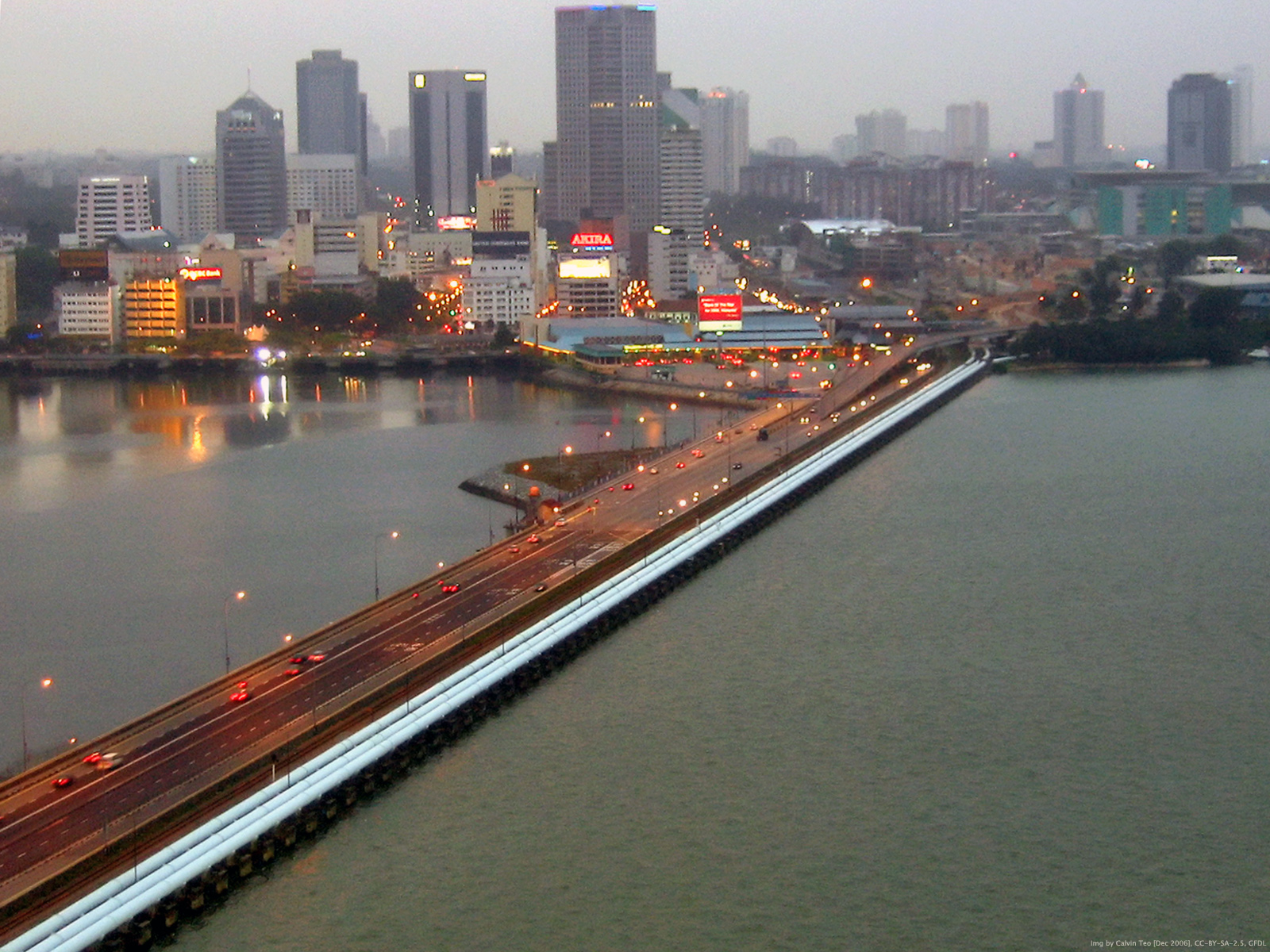
La Calçada Johor–Singapore vista des del Woodlands Checkpoint a Singapur fins a Johor Bahru, Malàisia. La fi del territori de Singapur i l'inici del de Malàisia es pot veure clarament amb les diferències en la superfície de la carretera i les marques a prop de la secció mitjana de la Calçada..

La part occidental de la frontera més enllà de la delimitada per l'acord de 1995 entra a la secció occidental de l'estret de Singapur, mentre que la part oriental de la frontera més enllà del seu terme oriental continua a la secció oriental de l'estret de Singapur. Fora de la frontera definida per l'acord de 1995, encara no hi ha un acord formal entre ambdós països per delimitar les seves fronteres comunes i això ha donat lloc a diverses reclamacions superposades. Singapur reclama un límit marítim territorial de tres milles nàutiques, mentre que Malàisia reivindica un límit marítim territorial de 12 milles nàutiques (22 km).
Després de la decisió del Tribunal Internacional de Justícia del 23 de maig de 2008 sobre la sobirania de Pedra Branca que va donar a l'illa a Singapur, també s'haurà de determinar la nova porció de la frontera marítima de Malàisia-Singapur. L'illa es troba a 24 milles nàutiques (44 km) del punt més oriental de Singapur, i 7,7 milles nàutiques (14,3 km) al sud-est de la costa de Malàisia.
També hi ha una disputa sobre la suposada incursió a les aigües territorials de Malàisia per obres de recuperació de terres de Singapur a l'entrada occidental de l'estret de Johor.
Hi ha dos passos estructurals al llarg de la frontera. Es tracta de la Calçada de Johor-Singapur i del Segon Enllaç Malàisia-Singapur (coneguda a Malàisia) o de la Segona Enllaç de Tuas (conegut a Singapur). També hi ha un servei internacional de transbordadors entre Pengerang a la punta sud-oriental de Johor i Changi Village, a l'est de l'illa.

## Delimitació
Una gran part de la frontera entre Malàisia i Singapur es defineix per l'Acord 1927 entre el Govern de Malàisia i el Govern de la República de Singapur per delimitar precisament les fronteres de les aigües territorials d'acord amb el Acord de l'Estret i l'Acord de les Aigües territorials de Johore com a línies rectes que uneixen una sèrie de 72 coordenades geogràfiques que giren al voltant de 50 milles nàutiques (93 kilòmetres) al llarg del canal més profund (tàlveg) entre les entrades occidental i oriental de l'estret de Johor. Aquesta delimitació va ser arribada i acordada conjuntament pels dos governs i va donar com a resultat que l'acord es va signar el 7 d'agost de 1995.

## Història
La frontera entre Malàisia i Singapur només va existir al segle xix amb l'establiment i posterior cessió de l'illa a la Companyia Britànica de les Índies Orientals pel sultanat de Johor en 1824. Abans d'això, Singapur va ser una part integral del sultanat de Johor i, posteriorment, el sultanat de Johor - Riau.
La frontera va passar de ser una frontera internacional a una frontera subnacional (límit d'una divisió dins d'un país) i viceversa diverses vegades. Es va convertir en una frontera internacional després de la cessió de Singapur a la Companyia Britànica de les Índies Orientals per part de Johor en 1824, ja que Johor era de iure un estat sobirà. En 1914, es va convertir en frontera entre dos territoris governats pels britànics quan Johor es va convertir en un protectorat britànic mentre que Singapur va romandre com una colònia britànica.
El 31 d'agost de 1957, la Federació de Malàisia (que consistia únicament en Malàisia Peninsular), que incloïa a Johor com a estat component, es va independitzar i la frontera de Johor-Singapur es va convertir de nou en una fronera internacional entre l'estat sobirà de Malàisia i el territori britànic autònom de Singapur. El 16 de setembre de 1963, Singapur es va unir i es va convertir en un estat component de la Federació de Malàisia, convertint la frontera entre dos estats component de Malàisia. La frontera es va tornar a convertir en una frontera internacional quan Singapur va ser expulsat de Malàisia el 9 d'agost de 1965, i posteriorment es va independitzar com a nació sobirana.